# Pinus clausa
Pinus clausa és una espècie de conífera de la família Pinaceae endèmica del sud-est dels Estats Units. La fusta de Pinus clausa és un hàbitat important per a Neoseps reynoldsi, una espècie de sargantana que està amenaçada.

## Característiques
És un arbre petit, de 5–10 m, que excepcionalment pot arribar als 21 m d'alçada. Les fulles són aciculars, per parelles, fan de 5 a 10 cm de llarg, i les pinyes fan de 4 a 8 cm de llarg. Aquestes pinyes estan adaptades al foc, ja que resten tancades durant molts anys (clausa = 'tancat'), fins que un incendi forestal natural destrueix els arbres madurs i obren llurs pinyes. Aleshores deixen anar les llavors que contenen a dins i tornen a sembrar el terra cremat. Algunes poblacions, però, ja que les pinyes s'obren i dispersen les llavors sense necessitat que hi hagi un incendi forestal.

## Distribució
Es troba en dues zones separades, una al centre de la península de Florida, i l'altra a la península de la Florida occidental i la costa d'Alabama. Hi ha un buit aproximadament d'uns 200 km entre les dues poblacions (des d'Apalachicola fins a Cedar Key).

## Ecologia
Es limita en gran part a hàbitats sorrencs molt poc fèrtils, excessivament drenats i on la competència d'espècies de creixement més gran es minimitza per les dures condicions de creixement, intensa radiació solar, les sorres blanques de drenatge ràpid i les freqüents sequeres estacionals severes. Sovint és l'únic arbre de copa de l'ecosistema de matolls de Florida

## Usos
Aquest tipus de pi té una bifurcació densa que el fa inapropiat per a la producció de fusta, i s'utilitza principalment per fer-ne pasta de paper.